# Bertalan Béky
Bertalan Béky (6 aprile 1913 – 8 dicembre 2007) è stato un calciatore ungherese, di ruolo attaccante.

## Carriera

### Club
Ha sempre giocato nel campionato ungherese.

### Nazionale
Ha collezionato 2 presenze con la maglia della Nazionale